# بازیکن (فیلم ۱۹۸۰)
بازیکن 
(به تلوگویی: Aatagadu) فیلمی محصول سال ۱۹۸۰ و به کارگردانی تاتیننی راما رائو است. در این فیلم بازیگرانی همچون ن. ت. راما رائو، سری دوی ایفای نقش کرده‌اند.